# Брег-об-Бистриці
Брег-об-Бистриці (словен. Breg ob Bistrici) — поселення в общині Тржич, Горенський регіон, Словенія. Висота над рівнем моря: 480,7 м.